# Aphonopelma vogelae
Aphonopelma vogelae är en spindelart som beskrevs av Smith 1995. Aphonopelma vogelae ingår i släktet Aphonopelma och familjen fågelspindlar. Inga underarter finns listade i Catalogue of Life.